# Blera flukei
Blera flukei är en tvåvingeart som först beskrevs av Charles Howard Curran 1953.  Blera flukei ingår i släktet stubblomflugor, och familjen blomflugor. Inga underarter finns listade i Catalogue of Life.